# Bănuț
Prodan, I.; Buia, Al. Flora mică ilustrată a României, Ediția a V-a. București 1966: Editura Agro-Silvică. p. 491.
Bănuți sau părăluțe, bănuței, bunghișori (Bellis perennis)  este o plantă ierboasă, perenă, din familia asteraceelor. Înălțimea plantei este de circa 10 cm, tulpină acoperită cu peri, frunze spatulate, în rozetă bazală. Florile sunt albe, roșietice sau galbene, în capitulate. Se întâlnesc în flora spontană, în unele țări sunt cultivate ca plante decorative.  
Este răspândită în Africa de Nord, Europa de Vest, Sud și Est, în America de Nord, Asia Mică și Asia Mijlocie. În Republica Moldova a fost înregistrată, ca plantă spontană, în zona Codrilor.

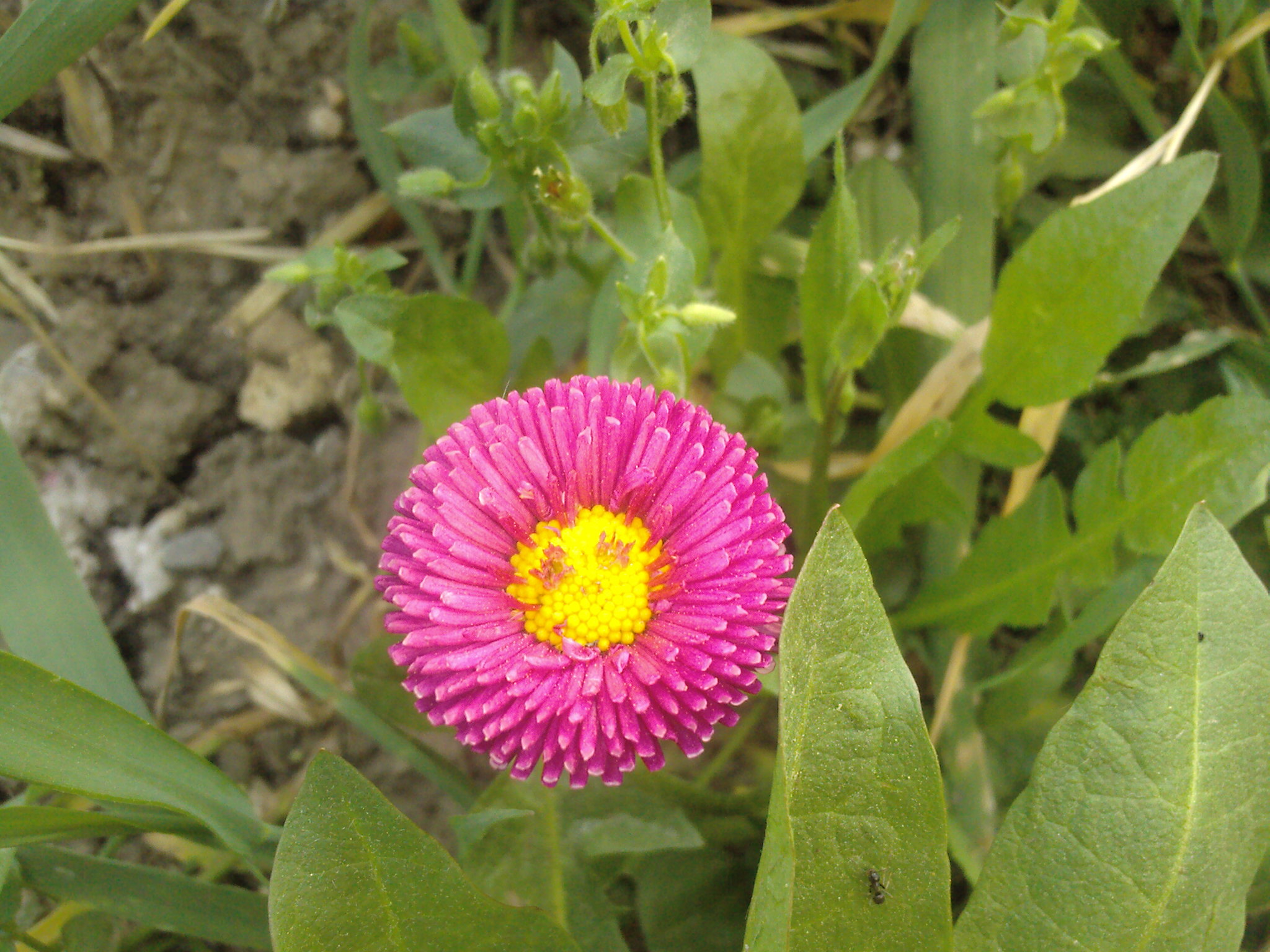
Părăluță (Bellis perennis)

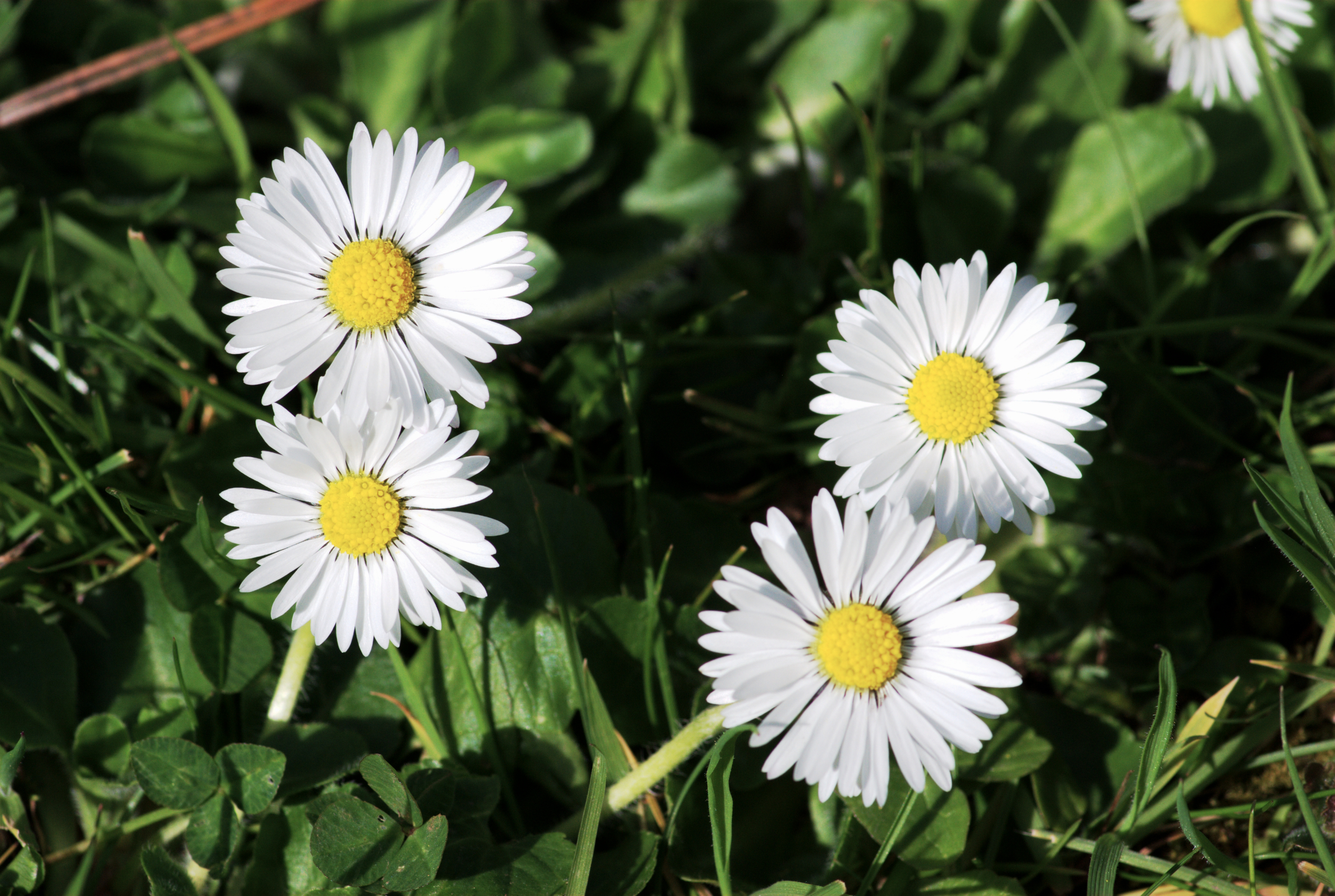
Bănuței albi